# Castillo de Travadell
El castillo de Travadell es un castillo situado en el término municipal de Millena (Alicante) España. A 2 km del casco urbano, el castillo se ubica encima de un escarpado cerro a pocos metros de la sierra de Almudaina.

## Historia
Pese a que en el cerro donde se asienta el castillo se han encontrado restos de la Edad del Bronce, los desechos cerámicos encontrados dan un origen indiscutible musulmán, de entre los siglos XII y XIII. Las posteriores modificaciones cristianas de la fortificación la dotaron de la actual torre.
Los hallazgos de época cristiana son numerosos, y eso da a pensar que el empleo entre los siglos XIII y XIV fue intenso. Aunque, la falta de cerámica azul y dorada de reflejo metálico denota un abandono del lugar hacia el siglo XV.

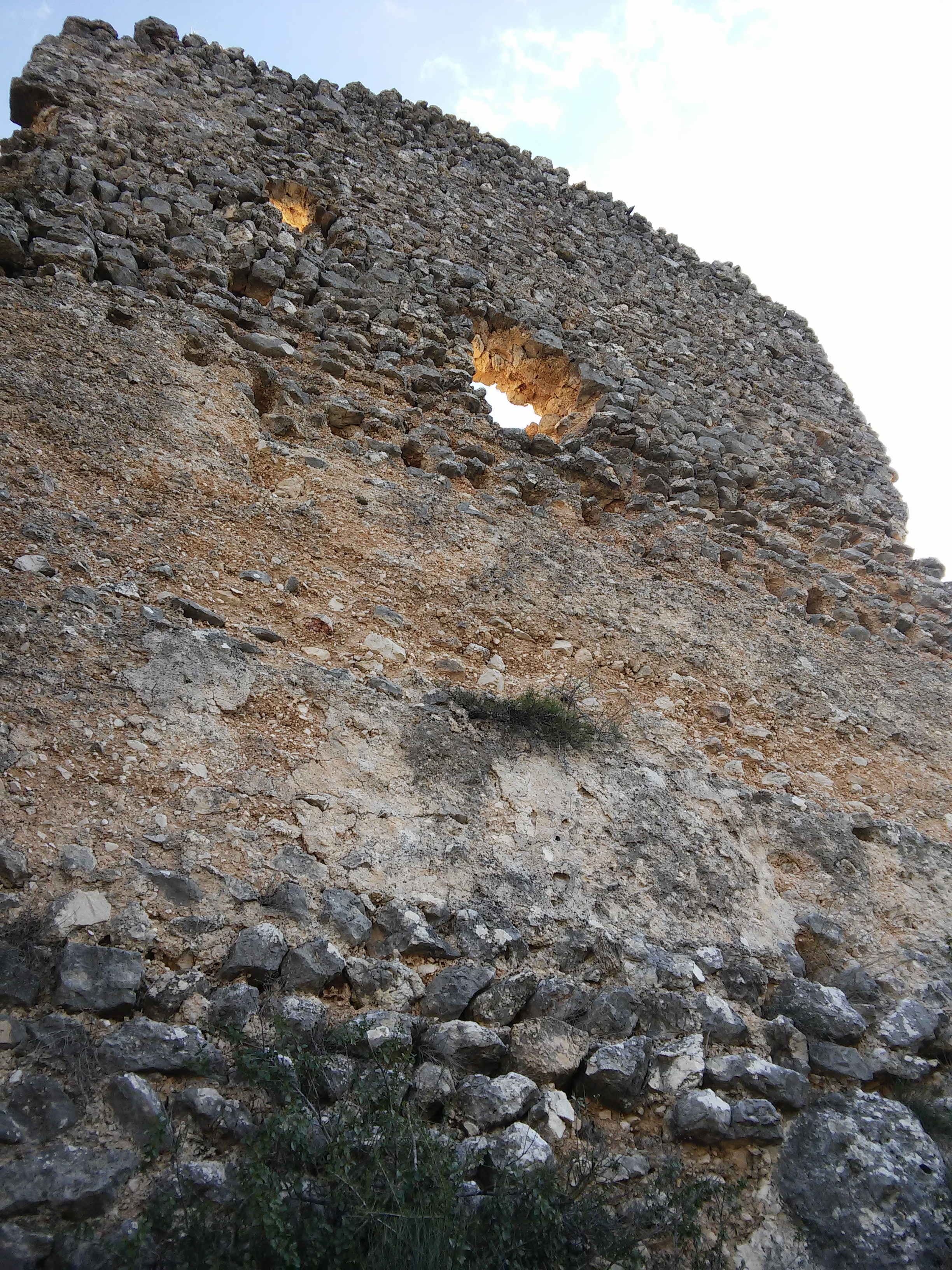

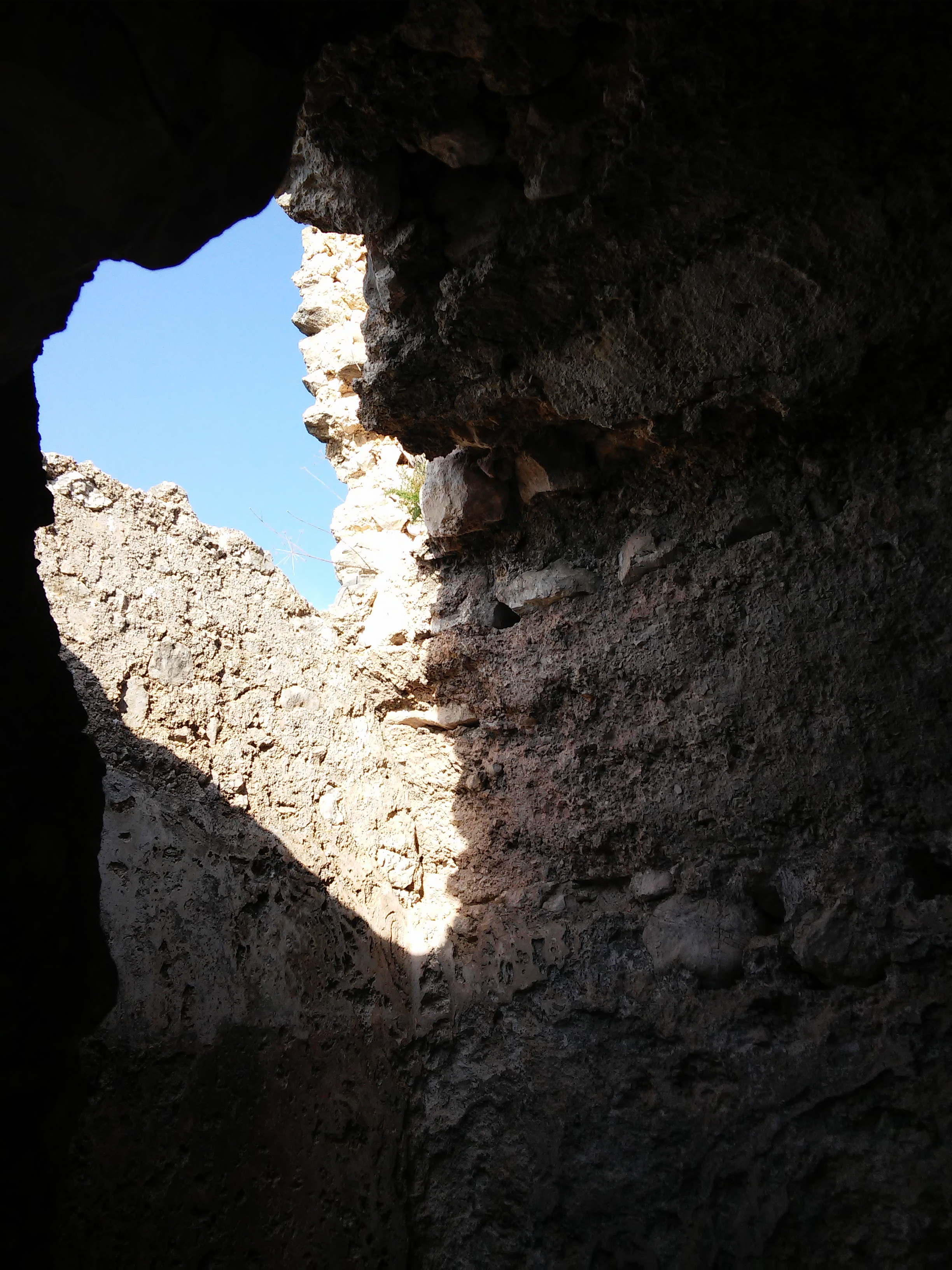

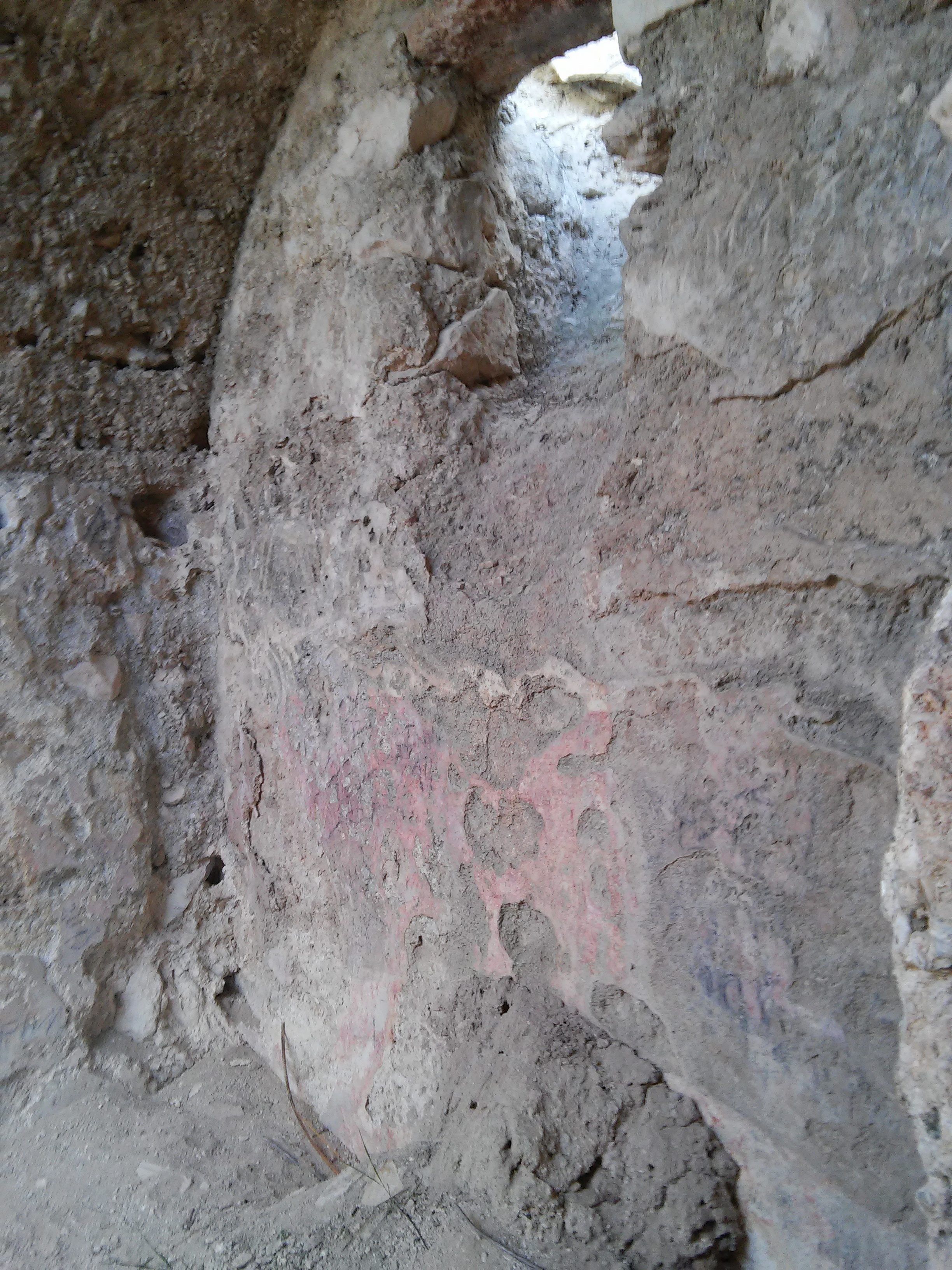

## Estado actual
El castillo está compuesto de un conjunto de aljibes, paramentos y tapiales semi derruidos. El edificio principal es una torre poligonal con una superficie de 55 m. La pared noroeste ha caído en el temporal que azoto nuestra provincia en enero de 2020, aparte de por la falta de cuidado de él, y parte de la noreste. Se piensa que la torre tenía dos alturas. Los muros están construidos con el tabicado de mampostería, con un espesor de 0,6 m. Elementos, con espesores variables de algunos paramentos, indican claras reformas de época cristiana.